# Ctenocella erythraea
Ctenocella erythraea är en korallart som först beskrevs av Kükenthal 1913.  Ctenocella erythraea ingår i släktet Ctenocella och familjen Ellisellidae.
Artens utbredningsområde är Röda havet. Inga underarter finns listade i Catalogue of Life.